# Волгореченск (городской округ)
Городско́й о́круг го́род Волгоре́ченск — муниципальное образование в Костромской области России.
Административный центр — город Волгореченск.

## История
Статус и границы городского округа установлены 30 декабря 2004 года.

## Население
| 2008    | 2010    | 2011    | 2012    | 2013    | 2014    | 2015    | 2016    | 2017    |
| ------- | ------- | ------- | ------- | ------- | ------- | ------- | ------- | ------- |
| 17 584  | ↘17 104 | ↘17 083 | ↘17 032 | ↘16 868 | ↘16 768 | ↗16 809 | ↘16 706 | ↘16 658 |
| 2018    | 2019    | 2020    | 2021    |         |         |         |         |         |
| ↘16 544 | ↘16 384 | ↘16 280 | ↘14 370 |         |         |         |         |         |

### Национальный состав
По итогам переписи населения 2020 года проживали следующие национальности (национальности менее 0,1 % и другое, см. в сноске к строке «Другие»):
| Национальность | Численность, чел. | Доля     |
| -------------- | ----------------- | -------- |
| Русские        | 13 597            | 94,62 %  |
| Украинцы       | 70                | 0,49 %   |
| Белорусы       | 31                | 0,22 %   |
| Татары         | 27                | 0,19 %   |
| Армяне         | 23                | 0,16 %   |
| Другие         | 622               | 4,32 %   |
| Итого          | 14 370            | 100,00 % |

## Состав городского округа
| № | Населённый пункт | Тип населённого пункта        | Население |
| - | ---------------- | ----------------------------- | --------- |
| 1 | Волгореченск     | город, административный центр | ↘14 355   |
| 2 | Микшино          | деревня                       | ↗15       |

## Местное самоуправление
Главы городского округа
- Маков Юрий Вениаминович

Главы администрации
- Нагацкий Владимир Георгиевич